# Джудиче, Франческо дель
Франческо дель Джудиче (итал. Francesco del Giudice; 7 декабря 1647, Неаполь, Неаполитанское королевство — 10 октября 1725, Рим, Папская область) — итальянский куриальный кардинал. Архиепископ Монреале с 14 января 1704 по 15 февраля 1725. Секретарь Верховной Священной Конгрегации Римской и Вселенской Инквизиции с 25 февраля 1719 по 10 октября 1725. Префект Священной Конгрегации церковного иммунитета с 5 мая 1724 по 10 октября 1725. Декан Священной Коллегии Кардиналов и префект Священной Конгрегации Церемониала с 12 июня 1724 по 10 октября 1725. Кардинал-священник с 13 февраля 1690, с титулом церкви Санта-Мария-дель-Пополо с 10 апреля 1690 по 30 марта 1700. Кардинал-священник с титулом церкви Санта-Сабина с 30 марта 1700 по 12 июля 1717. Кардинал-епископ Палестрины с 12 июля 1717 по 3 марта 1721. Кардинал-епископ Фраскати с 3 марта 1721 по 12 июня 1724. Кардинал-епископ Остии и Веллетри с 12 июня 1724 по 10 октября 1725.